# Falster Østre Provsti
Falster Østre Provsti var indtil nytår 2006/07 et provsti i Lolland-Falsters Stift.  Provstiet omfattede Stubbekøbing Kommune og Sydfalster Kommune.
Falster Østre Provsti bestod af flg. sogne:
- Falkerslev Sogn
- Gedesby Sogn
- Gedser Kirkedistrikt
- Horbelev Sogn
- Horreby Sogn
- Idestrup Sogn
- Karleby Sogn
- Maglebrænde Sogn
- Nørre Ørslev Sogn
- Skelby Sogn
- Stubbekøbing Sogn
- Sønder Alslev Sogn
- Sønder Kirkeby Sogn
- Væggerløse Sogn
- Aastrup Sogn